# Max Perlbach
Max Perlbach (1848–1921) – niemiecki historyk i bibliotekarz, badacz średniowiecznej historii Prus, Polski i zakonu krzyżackiego. Od 1893 roku członek Akademii Umiejętności.

## Publikacje
- Preußisch-Polnische Studien zur Geschichte des Mittelalters. Halle: Max Niemeyer, 128, (1886).